# Nach Fünf im Urwald
Nach Fünf im Urwald ist ein deutscher Spielfilm aus dem Jahre 1995.

## Handlung
Anna wird 17 Jahre alt und lebt in einer kleinen spießigen bayerischen Stadt. Ihre Eltern erlauben ihr, zum ersten Mal allein im elterlichen Haus ihre Geburtstagsparty zu feiern. Allerdings erhält sie die Auflage, nur den Keller als Partyraum zu benutzen. Die jugendlichen Partygäste breiten sich jedoch schnell im ganzen Haus aus. Drogen- und Bierkonsum vollenden das Chaos im Haus. Als die Eltern morgens wiederkommen, finden sie einige Jugendliche rauschausschlafend sowie das Haus verwüstet vor. Die größte Katastrophe für Vater Wolfgang ist jedoch eine zerstörte seltene Thelonious-Monk-Schallplatte. Anna erhält die zu erwartende Moralpredigt ihres Vaters; im Zuge dessen verbietet er ihr die Teilnahme an einem Casting für einen Werbespot in München, das sie bereits sehnsüchtig erwartete und für das sie eine teure Gitarre zum Geburtstag geschenkt bekommen hatte. Kurzerhand nimmt sie reißaus, um dennoch an dem Casting teilzunehmen. Sie fährt per Anhalter und trifft auf den ebenfalls ausgerissenen Nachbarsjungen Simon, der noch dazu das elterliche Auto mitgenommen hat. Gemeinsam fahren sie nach München. Simon ist ein heimlicher Verehrer von Anna. Der schüchterne Junge kann jedoch nicht genügend auf sich aufmerksam machen. Das Casting verläuft für Anna enttäuschend. Vor Ort lernt sie Nick kennen, einen jungen Filmproduktionsleiter, der sie zum Essen einlädt. Sie fahren in seine Wohnung, da er zuvor noch Anrufe tätigen will. Dort nutzt er ihre Unerfahrenheit aus, um sich ihr zu nähern, und küsst sie, wird jedoch von einem Anruf unterbrochen, woraufhin er die Wohnung verlässt und Anna bittet, dort auf seine Rückkehr zu warten.
In der Zwischenzeit suchen Annas Eltern ihre Tochter in einer Münchener Diskothek, wo sie auf Simons Eltern treffen, die ihren Sohn suchen. Gemeinsam machen sie sich auf die Suche, die jedoch erfolglos bleibt. Die beiden Elternpaare kehren zurück, freunden sich an, trinken gemeinsam, rauchen das „konfiszierte“ Haschisch der Jugendlichen und beginnen, sich an ihre eigene wilde Jugend zu erinnern, die so gar nicht zu ihrer jetzigen bürgerlichen Lebenssituation passt.
Nicks Wohnung stellt sich als WG heraus, und Anna lässt sich von seinen Mitbewohnern, den Musikern, Zille und Ben, zum Bahnhof mitnehmen, entscheidet sich jedoch spontan, deren Bandprobe zu besuchen. Bei der anschließenden Rückkehr in die WG kommt es zum Streit zwischen Zille und Ben, woraufhin Anna und Ben in ein Freibad eindringen und sich dort näherkommen. Anna gefällt die Situation jedoch nicht, und sie kehrt in den Proberaum der Band zurück, wo sie bei einem Bandmitglied ihre mitgebrachte Gitarre gegen sein Exemplar der seltenen Monk-Schallplatte eintauscht und schließlich mit Simon, den sie am Bahnhof wiedergetroffen hat, wieder nach Hause fährt.
Dort angekommen findet Anna ihre und Simons Eltern rauschausschlafend im Wohnzimmer vor und spielt die Platte ab.
Das Geschehen wird bisweilen auf die Perspektive von Annas kleiner Schwester Clara gelenkt, indem ihre Tagebucheinträge, die das Verhalten der Erwachsenen altklug kommentieren, aus dem Off zu hören sind.

## Sonstiges
Franka Potente war zum Zeitpunkt der Dreharbeiten noch Schauspielschülerin.
Der Regisseur gab zwei im Film vorkommenden Figuren die Namen ehemaliger Mitschüler aus seiner Gymnasialzeit.
Noch bevor der Film auf dem  Pay-TV-Sender Premiere (heute Sky Deutschland) lief, wurde der Film bereits auf Arte gezeigt. Das gilt als Ausnahme, da die auf Premiere gezeigten Filme in der Regel dort ihre TV-Premiere hatten und nicht im freien Fernsehen.
Die Handlung des Films ist angelehnt an Taking Off (1971).

## Kritiken
- Film-Dienst (Ausgabe 8-1996): Eine hervorragend gespielte, leichthändig entwickelte 'Erziehungskomödie', die ihre Personen jederzeit ernst nimmt und sie behutsam und witzig zugleich zu Einsichten und Verständnis führt. Sehenswert.
- Fischer Filmalmanach: Eine Komödie wie aus einem Guß. Jeder Satz ein Treffer.

## Auszeichnungen
- 1995 – Internationale Hofer Filmtage – Preis für den besten jungen Regisseur: Hans-Christian Schmid
- 1996 – Bayerischer Filmpreis für die beste Nachwuchsdarstellerin: Franka Potente
- 1997 – Bayerischer Filmpreis für die beste Produktion
- Die Deutsche Film- und Medienbewertung FBW in Wiesbaden verlieh dem Film das Prädikat besonders wertvoll.